# Molino de la Alegría (Córdoba)

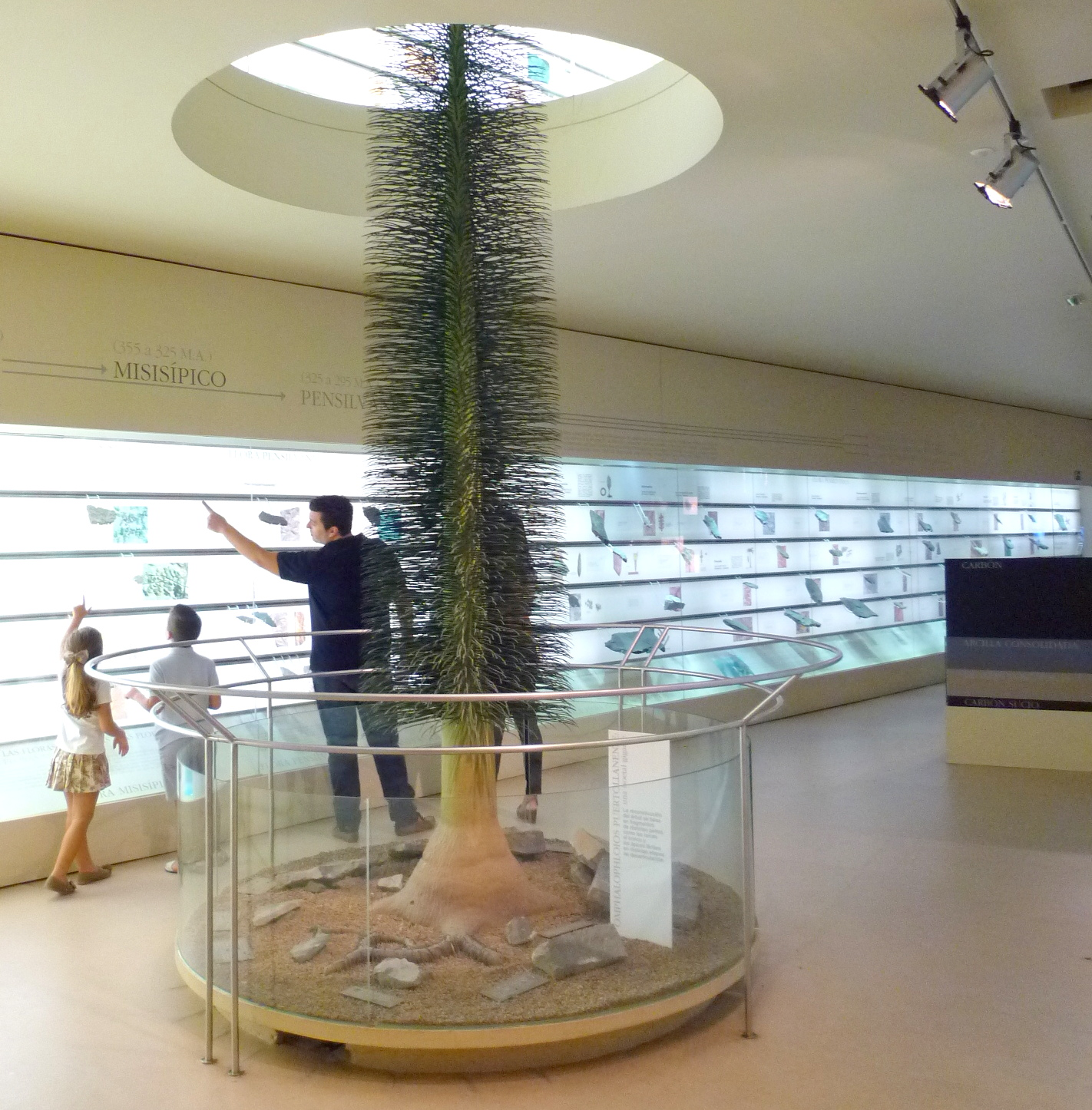
Interior del molino de la Alegría, que alberga el Museo de Paleobotánica Roberto Wagner.

El molino de la Alegría es un molino situado en Córdoba, España, en la margen derecha del río Guadalquivir, aguas abajo del puente de San Rafael en la Azuda de la Alhadra, y que se encuentra integrado en el Jardín Botánico de Córdoba, albergando el Museo de Paleobotánica Roberto Wagner. Se encuentra enmarcado en los once denominados Molinos del Guadalquivir, declarados Bien de Interés Cultural en 2009.

## Historia
El molino alberga orígenes andalusíes, siendo adquirido por el Diócesis de Córdoba a partir de 1272, tras la conquista cristiana de la ciudad, por diversas donaciones. En el siglo XV este tipo de hazañas harineras fueron convertidas en batanes, y en el siglo XVII se adaptaron para albergas molinos con nuevas técnicas de regadío, existiendo el denominado molino de Tripas, que posteriormente desapareció.
En 1780 Antonio Luque compra las ruinas a la Diócesis cordobesa y construye sobre los restos el molino de la Alegría. Durante la segunda mitad del siglo XIX se le añadieron dos nuevas plantas realizadas en ladrillo, siendo su imagen muy similar a la actual. En 1910 se le realiza una gran restauración para ser adaptada como fábrica de harina con una turbina, siendo adquirido en 1919 por la sociedad anónima La Harinera Cordobesa. A partir de 1928 comenzó a funcionar como central eléctrica, primero a manos de la Sociedad de Gas y Electricidad de Córdoba, mientras que en 1940 pasó a la compañía eléctrica Mengemor y finalmente, en 1964, a la Compañía Sevillana de Electricidad.
El 11 de julio de 2002 la Gerencia de Urbanismo del Ayuntamiento de Córdoba y la Fundación Pública Municipal Jardín Botánico de Córdoba presentaron a la ciudad las obras de rehabilitación y adaptación museográfica del Molino de la Alegría como nuevo Museo de Paleobotánica, siendo los autores del proyecto el arquitecto Juan Cuenca y el comisario de exposiciones Roberto Wagner. La inauguración corrió a cargo de la alcaldesa Rosa Aguilar y se convirtió en el primer museo de su categoría en España.

## Descripción
Está construido entre dos canales aliviadores, con azud y puentecillo de conexión a tierra. La construcción anexa está dedicada a batán y tiene tres salas en crujías paralelas dedicadas a molienda, con espolón semicircular.
Su fachada tiene 3 plantas, la baja de sillares de piedra y las otras dos, del siglo XIX, son de ladrillo, con numerosos mechinales y huecos de estructura vertical con dintel en arco rebajado.